# Dante Vanzeir
Dante Vanzeir (Beringen, 16 april 1998) is een Belgisch voetballer die doorgaans als centrumspits speelt. Hij stroomde in 2016 door vanuit de jeugd van KRC Genk. Sinds januari 2025 staat hij onder contract bij KAA Gent. Eerder speelde de spits onder meer bij Union Sint-Gillis en New York Red Bulls. In 2021 speelde Vanzeir een interland voor het Belgisch voetbalelftal.

## Clubcarrière

### KRC Genk
Vanzeir werd geboren in Beringen en speelde in de jeugd bij KRC Genk dat hem op jonge leeftijd wegplukte bij Berkenbos VV. Op 18 september 2016 debuteerde hij in de Jupiler Pro League tegen RSC Anderlecht. Hij viel na 81 minuten in voor Leon Bailey. Genk verloor thuis met 0-2 van Anderlecht. Net nu de doorbraak leek te komen sloeg het noodlot echter toe, in oktober 2016 tijdens een U19 interland tegen Rusland scheurde hij de voorste kruisband van zijn rechterknie. Hierna volgde een revalidatie van bijna een jaar. Op 10 september 2017 zat hij voor het eerst terug op de bank in de uitwedstrijd tegen KAA Gent. Op 24 januari 2018 maakte hij in een invalbeurt zijn allereerste doelpunt in zijn profcarrière in de uitwedstrijd tegen Sporting Lokeren.

#### Verhuur aan Beerschot-Wilrijk
Voor aanvang van het seizoen 2018/2019 had Vanzeir weinig uitzicht op speelminuten in het eerste elftal waarna de beslissing werd gemaakt om hem een seizoen uit te lenen aan KFCO Beerschot Wilrijk dat uitkomt in eerste klasse B, het tweede hoogste niveau in België. Om aan te tonen dat Genk wel zeker nog in hem gelooft verlengde het eerst wel zijn contract nog tot 2021. Vanzeir maakte zijn debuut op 5 augustus 2018 op de eerste competitiespeeldag tegen AFC Tubize, hij kwam ook meteen tot scoren. De wedstrijd eindigde uiteindelijk op een 3-3 gelijkspel. Op 8 december 2018 maakte Vanzeir 4 doelpunten in de competitiewedstrijd tegen Tubize. Met Beerschot Wilrijk wist hij de tweede periodetitel te winnen waardoor het finalewedstrijden mocht spelen voor promotie tegen de winnaar van de eerste periodetitel, KV Mechelen. De heenwedstrijd eindigde op een 0-0 eindstand, in de terugwedstrijd scoorde Vanzeir via een strafschop de 1-1. De wedstrijd eindigde echter op een 2-1 uitslag in het voordeel van Mechelen waardoor hij met Beerschot Wilrijk naast de titel en de promotie greep. In play-off 2 wist hij in de wedstrijden tegen eersteklassers KAS Eupen en Sint-Truiden VV te scoren. Hij scoorde 17 doelpunten voor Beerschot.

#### Terugkeer naar KRC Genk
Nadat zijn uitleenbeurt aan Beerschot afgelopen was keerde hij terug naar Genk waar hij de voorbereiding van het seizoen 2019-20 aanvatte. Als landskampioen van het voorgaande seizoen mocht Genk op 20 juli 2019 de Belgische supercup spelen tegen bekerwinnaar KV Mechelen. Vanzeir mocht in deze wedstrijd na 71 minuten invallen voor Aly Samatta bij een 2-0 voorsprong. In de 83ste minuut wist hij te scoren en zo de 3-0 eindstand op het scorebord te zetten, voor Vanzeir was dit zijn eerste prijs op clubniveau.

#### Verhuur aan KV Mechelen
Na de supercup wedstrijd tegen KV Mechelen maakte Genk bekend dat Vanzeir voor één seizoen uitgeleend werd aan KVM dat ook een optie bedwong om Vanzeir na deze huurperiode definitief over te nemen. Genk zorgde er echter wel voor dat ze ook een terugkoopoptie bedongen. Op 21 september maakte Vanzeir zijn eerste doelpunten voor Mechelen in de uitwedstrijd tegen KV Kortrijk. Met deze 2 goals had hij een groot aandeel in de 2-3 overwinning van zijn club. Nadat zijn uitleenbeurt afliep besliste Mechelen om de optie in zijn contract niet te lichten waarna Vanzeir terugkeerde naar Genk. Hij kwam in achttien competitiewedstrijden drie keer tot scoren. Vanzeir leverde één assist af en was goed voor 29% van de speelminuten. Bij Genk lieten ze echter al snel blijken dat hij mocht vertrekken.

### Union Sint-Gillis
Op 30 juli 2020 maakte Genk bekend dat het Vanzeir definitief had verkocht aan Union Sint-Gillis, hij ondertekende hier een contract tot de zomer van 2023. Met Union werd hij op 13 maart 2021 kampioen in Eerste klasse B, waardoor Union voor het eerst in 48 jaar weer mocht aantreden in Eerste klasse. Vanzeir had een reuzegroot aandeel in de titel van Union, want met negentien competitiedoelpunten werd hij dat seizoen niet alleen clubtopschutter maar ook (mede-)topschutter van de competitie.
Op 25 juli 2021 was Vanzeir bij zijn terugkeer in de Jupiler Pro League meteen goed voor een assist: in de Brusselse derby tegen RSC Anderlecht, die Union met 1-3 won, bood hij Deniz Undav de 1-2 aan. Twee dagen later verlengde Vanzeir zijn contract tot 2024, met een optie op een extra jaar. Op 28 augustus scoorde hij een hattrick in de thuismatch tegen Standard.

### New York Red Bulls
Vanaf februari 2023 speelde Vanzeir voor de New York Red Bulls in de Verenigde Staten. Hij werd door zijn nieuwe club op 11 april voor enkele weken geschorst. De spits had op 9 april in een wedstrijd tegen de San Jose Earthquakes de (blanke) scheidsrechter uitgescholden voor 'monkey' (Nederlands: aap; in vele Nederlandstalige spreekwoorden wordt met 'aap' immers een 'ridicuul iemand' bedoeld), wat door tegenspelers met donkere huidskleur als racistisch werd ervaren. De Amerikaanse voetbalbond MLS legde hem een schorsing van zes wedstrijden op.
Na zijn schorsing werd Vanzeir terug basisspeler in de ploeg en pikte geregeld zijn goal mee. In december 2024 haalde hij met club de play off-finale, die met 2-1 verloren ging tegen LA Galaxy.

### KAA Gent
Bij KAA Gent ging het niet zo goed in het eerste deel van het seizoen 2024/25. In de wintermercato zocht en vond de Oost-Vlaamse club in Vanzeir een versterking voor de aanvalslinie. Op 24 januari 2025 tekende hij een contract tot medio 2028.

## Clubstatistieken
| Seizoen | Club                | Competitie         | Competitie | Competitie | Competitie | Beker | Beker | Beker | Internationaal | Internationaal | Internationaal | Totaal | Totaal | Totaal |
| Seizoen | Club                | Competitie         | Wed.       | Dlp.       | Ass.       | Wed.  | Dlp.  | Ass.  | Wed.           | Dlp.           | Ass.           | Wed.   | Dlp.   | Ass.   |
| ------- | ------------------- | ------------------ | ---------- | ---------- | ---------- | ----- | ----- | ----- | -------------- | -------------- | -------------- | ------ | ------ | ------ |
| 2016/17 | KRC Genk            | Jupiler Pro League | 1          | 0          | 0          | 1     | 0     | 0     | 0              | 0              | 0              | 2      | 0      | 0      |
| 2017/18 | KRC Genk            | Jupiler Pro League | 5          | 1          | 0          | 1     | 0     | 0     | —              | —              | —              | 6      | 1      | 0      |
| 2018/19 | → Beerschot-Wilrijk | Proximus League    | 37         | 16         | 4          | 2     | 1     | 0     | —              | —              | —              | 39     | 17     | 4      |
| 2019/20 | KRC Genk            | Jupiler Pro League | 0          | 0          | 0          | 1     | 1     | 0     | —              | —              | —              | 1      | 1      | 0      |
| 2019/20 | → KV Mechelen       | Jupiler Pro League | 18         | 3          | 1          | 0     | 0     | 0     | —              | —              | —              | 18     | 3      | 1      |
| 2020/21 | Union Sint-Gillis   | Proximus League    | 24         | 19         | 8          | 3     | 2     | 1     | —              | —              | —              | 27     | 21     | 9      |
| 2021/22 | Union Sint-Gillis   | Jupiler Pro League | 35         | 14         | 10         | 1     | 1     | 0     | —              | —              | —              | 36     | 15     | 10     |
| 2022/23 | Union Sint-Gillis   | Jupiler Pro League | 20         | 10         | 2          | 1     | 0     | 0     | 7              | 2              | 0              | 28     | 12     | 2      |
| 2023    | New York RB         | MLS                | 3          | 1          | 0          | 0     | 0     | 0     | 0              | 0              | 0              | 3      | 1      | 0      |
| 2025    | KAA Gent            | Jupiler Pro League |            |            |            |       |       |       |                |                |                |        |        |        |
| TOTAAL  | TOTAAL              | TOTAAL             | 143        | 64         | 25         | 10    | 5     | 1     | 7              | 2              | 0              | 160    | 71     | 26     |

Bijgewerkt op 9 maart 2023.

## Interlandcarrière

### Jeugdinternational
Vanzeir kwam reeds uit voor diverse Belgische nationale jeugdelftallen. In 2016 debuteerde hij in België U19 dat toen onder leiding stond van Gert Verheyen. Met de U17 van het Belgisch voetbalelftal behaalde hij de derde plaats op het Wereldkampioenschap voetbal onder 17 in 2015. In de troostfinale voor de derde plaats tegen Mexico scoorde Vanzeir twee doelpunten en leidde zijn ploeg zo naar een 3-2 overwinning. Hij kwam uit voor de U21-lichting van bondscoach Johan Walem, Vanzeir debuteerde hiervoor in september 2019. Omdat hij nu te oud is mag hij nu niet meer voor de Jonge Duivels uitkomen en is het voor hem wachten op een selectie bij de Rode Duivels.
| Nationale ploeg | wedstrijden | Goals |
| --------------- | ----------- | ----- |
| België U15      | 5           | 1     |
| België U16      | 11          | 4     |
| België U17      | 10          | 2     |
| België U18      | 1           | 0     |
| België U19      | 5           | 1     |
| België U21      | 5           | 0     |
| Totaal          | 37          | 8     |

### Rode Duivels
Op 5 november 2021 werd Vanzeir voor het eerst geselecteerd voor de Rode Duivels voor de WK-kwalificatiewedstrijden tegen Estland en Wales. Hij werd mede opgeroepen omdat de spitsen Romelu Lukaku en Michy Batshuayi allebei geblesseerd waren. Union leverde met Dante Vanzeir de eerste Rode Duivel sinds Jan Verheyen in 1976 opgeroepen werd. Ook Wout Faes behoorde voor het eerst tot de selectie van bondscoach Martinez.
Op 16 november 2021 mocht hij zijn eerste minuten voor de Rode Duivels maken. In de WK-kwalificatiewedstrijd tegen Wales (1-1) mocht hij in de 59ste minuut invallen voor Divock Origi. Ook Arthur Theate debuteerde in deze wedstrijd. De wedstrijd eindigde op 1-1. Vanzeir was de eerste speler van Union in 45 jaar die een cap pakte.

### Interlands
| Interlands van Dante Vanzeir voor België | Interlands van Dante Vanzeir voor België | Interlands van Dante Vanzeir voor België | Interlands van Dante Vanzeir voor België | Interlands van Dante Vanzeir voor België | Interlands van Dante Vanzeir voor België |
| No.                                      | Datum                                    | Wedstrijd                                | Uitslag                                  | Soort Wedstrijd                          | Doelpunten                               |
| Als speler bij Union Sint-Gillis         | Als speler bij Union Sint-Gillis         | Als speler bij Union Sint-Gillis         | Als speler bij Union Sint-Gillis         | Als speler bij Union Sint-Gillis         | Als speler bij Union Sint-Gillis         |
| ---------------------------------------- | ---------------------------------------- | ---------------------------------------- | ---------------------------------------- | ---------------------------------------- | ---------------------------------------- |
| 1.                                       | 16 november 2021                         | Wales - België                           | 1 – 1                                    | Kwalificatie WK 2022                     | -                                        |
| Totaal                                   | Totaal                                   | Totaal                                   | Totaal                                   | Totaal                                   | 0                                        |

Bijgewerkt t/m 16 november 2021.

## Palmares
| Competitie               |          |           |          |          |
| Competitie               | Aantal   | Jaren     |          |          |
| KRC Genk                 | KRC Genk | KRC Genk  | KRC Genk | KRC Genk |
| ------------------------ | -------- | --------- | -------- | -------- |
| Belgische Supercup       | 1x       | 2019      |          |          |
| Union Sint-Gillis        |          |           |          |          |
| Kampioen Eerste Klasse B | 1x       | 2020/2021 |          |          |

| Competitie     | Winnaar    | Winnaar    | Runner-up  | Runner-up  | Derde      | Derde      |
| Competitie     | Aantal     | Jaren      | Aantal     | Jaren      | Aantal     | Jaren      |
| België –17     | België –17 | België –17 | België –17 | België –17 | België –17 | België –17 |
| -------------- | ---------- | ---------- | ---------- | ---------- | ---------- | ---------- |
| WK voetbal –17 |            |            |            |            | 1x         | 2015       |

## Trivia
Ook zijn zus Luna Vanzeir is een voetbalster in de Super League. Ze komt uit voor RSC Anderlecht.